# It's a beautiful day today
It's a beautiful day today is een nummer van de Amerikaanse muziekgroep Moby Grape, afkomstig van hun album Moby Grape '69. Het is tevens de B-kant van hun Amerikaanse single Ooh mama ooh uit 1969. It's a beautiful day today werd geschreven door bassist en zanger Bob Mosley.
Moby Grape wilde met dit album meer richting hun eigen stijl gaan. Zij vonden het vorige album Wow overgeproduceerd. Noch de single, noch het album verkocht goed. Het nummer wijkt met de folkstijl af van hun muziek die ingedeeld werd bij psychedelische rock. Moby Grape had met Omaha slechts één hit in de Verenigde Staten, in Nederland, België en Engeland geen enkele.

## NPO Radio 2 Top 2000
It's a beautiful day today stond alleen in 2000 in de NPO Radio 2 Top 2000, op plek 1673.